# Pocketwatch
Pocketwatch (с англ. — «Карманные часы») — кассетный демоальбом американского рок-музыканта и автора песен Дэйва Грола, выпущенный им в 1992 году под псевдонимом Late! на инди-лейбле Simple Machines как часть серии кассетных записей.

## История записи
Летом 1991 года, Дэйв Грол отправился в WGNS Studios, и записал четыре песни, сам сыграв на всех инструментах. Запись была объединена с шестью песнями записанными ранее в Upland Studios, в декабре 1990 года. Плёнка с записями, отданная Гролом сооснователю инди-лейбла Simple Machines Дженни Туми, стала кандидатом для серии кассетных записей лейбла. Вскоре после того, как Simple Machines приняли демозапись, Грол решил скрыть свою личность под псевдонимом Late!, по выражению самого Грола, «потому что я идиот и я подумал, что будет забавно сказать всем: „Извините, мы Late!“».

## Участники записи
- Дэйв Грол — вокал, гитара, бас-гитара, ударные
- Барретт Джонс — бэк-вокал («Petrol CB»), продюсер
- Джефф Тёрнер — звукоинженер, продюсер

## Список композиций
Слова и музыка всех песен — Дэйвом Гролом, кроме отмеченных.
| №   | Название                                    | Автор(ы)            | Длительность |
| --- | ------------------------------------------- | ------------------- | ------------ |
| 1.  | «Pokey the Little Puppy»                    |                     | 4:21         |
| 2.  | «Petrol CB»                                 |                     | 4:44         |
| 3.  | «Friend of a Friend»                        |                     | 3:06         |
| 4.  | «Throwing Needles»                          |                     | 3:20         |
| 5.  | «Just Another Story About Skeeter Thompson» |                     | 2:05         |
| 6.  | «Color Pictures of a Marigold»              |                     | 3:13         |
| 7.  | «Hell's Garden»                             |                     | 3:18         |
| 8.  | «Winnebago»                                 | Грол / Джефф Тёрнер | 4:11         |
| 9.  | «Bruce»                                     |                     | 3:52         |
| 10. | «Milk»                                      |                     | 2:35         |